# Whakamoke heru
Whakamoke heru – gatunek pająka z rodziny Malkaridae i podrodziny Tingotinginae. Występuje endemicznie na Nowej Zelandii.

## Taksonomia
Gatunek ten opisany został po raz pierwszy w 2020 roku przez Gustava Hormigę i Nikolaja Scharffa na łamach Invertebrate Systematics w ramach rewizji taksonomicznej nowozelandzkich Malkaridae. Jako miejsce typowe wskazano Queen Charlotte Sound w rezerwacie Iwituaroa. Epitet gatunkowy oznacza w języku maoryskim „grzebień” i odnosi się do układu kolców na pierwszej parze odnóży tych pająków.

## Morfologia
Samice osiągają od 3,81 do 5,03 mm, a samce od 3,02 do 3,47 mm długości ciała. Prosoma jest ciemnobrązowa, w widoku bocznym prostokątna, pozbawiona podziału na część głowową i tułowiową. U samic prosoma ma od 1,57 do 1,88 mm długości i od 1,25 do 1,41 mm szerokości, zaś u samców od 1,3 do 1,67 mm długości i od 1,06 do 1,29 m szerokości. Jamka karapaksu wykształcona jest w postaci podłużnej linii u samca osiągającej niemal 1/6, a u samicy prawie 1/8 jego długości. Wszystkie oczy oddalone są od siebie na odległości mniejsze niż ich średnice. Oczy środkowych par rozstawione są na planie czworokąta o przedniej i tylnej krawędzi tak samo szerokich. Wysokość nadustka jest od 3,6 do 3,7 raza większa od średnicy oczu pary przednio-środkowej. Szczękoczułki mają dwa zęby na krawędzi przedniej, dwa zęby na krawędzi tylnej i niewielką nabrzmiałość w części nasadowej od strony przedniej. Sternum jest tarczowate. Odnóża pierwszej pary mają uda od 1,5 do 1,9 raza dłuższe od karapaksu. Opistosoma (odwłok) ma ciemnobrązowe, silnie zesklerotyzowane skutum i brązowe dyski ze szczecinkami.
Nogogłaszczki samca mają dłuższe niż szerokie, pozbawione wyrostków i apofiz cymbium, szeroką nasadę i wklęśniętą tylną krawędź falistego paracymbium, najszerszy u nasady i szpatułkowaty u szczytu embolus okrążający połowę tegulum oraz zakrywający ¾ długości embolusa wyrostek sierpowaty konduktora. Samica ma epigynum szersze niż dłuższe, zaopatrzone w odwrotnie sercowatą i słabo zesklerotyzowaną przegrodę środkową. Krótkie przewody kopulacyjne prowadzą do kulistych zbiorników nasiennych o kolczastych wnętrzach, z których przewody zapładniające wychodzą ogonowo.

## Ekologia i występowanie
Pająk ten zasiedla lasy liściaste, w tym zdominowane przez bukany, oraz namorzyny. Prowadzi skryty tryb życia. Bytuje w ściółce i pod butwiejącymi kłodami. 
Gatunek ten występuje endemicznie na Nowej Zelandii. Na Wyspie Południowej jest szeroko rozprzestrzeniony, zaś na Wyspie Północnej ograniczony do regionu Wellington na jej południowym skraju. 